# Tsamiyal Iyaka
Tsamiyal Iyaka (auch: Tsamial Iyaka) ist ein Dorf im Arrondissement Zinder V der Stadt Zinder in Niger.

## Geographie
Das von einem traditionellen Ortsvorsteher (chef traditionnel) geleitete Dorf befindet sich südlich des Stadtzentrums im ländlichen Gemeindegebiet von Zinder, der Hauptstadt der gleichnamigen Region Zinder. Zu den Siedlungen in der Umgebung von Tsamiyal Iyaka zählen der Weiler Kadada im Nordwesten, das Dorf Nawach Kalé im Norden, die Dörfer Réréwa und Garin Idéli im Nordosten sowie der Gemeindehauptort Dogo im Süden.
Wie im gesamten Gemeindegebiet von Zinder herrscht das Klima der Sahelzone vor, mit einer durchschnittlichen jährlichen Niederschlagsmenge zwischen 300 und 400 mm.

## Bevölkerung
Bei der Volkszählung 2012 hatte Tsamiyal Iyaka 251 Einwohner, die in 53 Haushalten lebten. Bei der Volkszählung 2001 betrug die Einwohnerzahl 306 in 55 Haushalten.

## Wirtschaft und Infrastruktur
Bei Tsamiyal Iyaka verläuft die 980,9 Kilometer lange Nationalstraße 11 zwischen Algerien und Nigeria. Es gibt eine Schule im Dorf.